# Талдикорганська область
Талдикорганська область (до 1993 року — Талди-Курганська область, рос. Талды-Курганская область, каз. Талдықорған облысы) — колишня область, що існувала у 1944—1959 і 1967—1991 роках у складі Казахської РСР та 1991—1997 роках у складі Казахстану з адміністративним центром у місті Талдикорган.

## Географія
Площа території — 118,5 тис. км². Складалася з 12 районів, 5 міст та 10 селищ міського типу. Розміщувалася у південно-східній частині Казахстану, південніше озера Балхаш та Алакольських озер, на північ від річки Ілі. На сході межувала з Китаєм. Східну та південно-східну частини області займав Джунгарський Алатау, між ним та хребтом Барлик утворився широкий прохід — Джунгарська брама. Велику частину Балхаш-Алакольської улоговини та Ілійської рівнини займали піски.
Клімат — різко континентальний, зима помірно холодна, літо сухе гаряче. Середньорічна кількість опадів різниться від 128 мм на рівнинах до 700—800 мм у горах. Найбільші річки: Ілі, Каратал, Аксу, Лепси, Вісі, Тентен; мають льовдовиково-снігове живлення, належать до безстічного басейну Балхаш-Алакольських озер, їх води використовуються для зрошення та вироблення електроенергії. Найбільші озера: Балхаш (частково солоне), Алаколь, Жаланашколь (солоні), Сасикколь та Уяли (прісні). В горах є мінеральні джерела — Арасан-Капал, Ойзас та інші.
На рівнинних частинах області переважають полинно-солончакові пустелі та напівпустелі на пустельно-бурих ґрунтах, які є основними масивами зимових пасовищ. Великі масиви займають піски із заростями саксаулу, піщаних злаків та чагарників, заплави річок та узбережжя озер зайняті тугаями або зарослями очерету та лускоосника. Гори мають виражену висотну поясність: напівпустеля переходить у степ, на висоті 1200—1300 м з'являються листяні осиково-березові та яблуневі ліси, які переходять у хвойні ліси, за ними — субальпійські та альпійські луки, основні масиви літніх пасовищ. Під лісами та чагарниками зайнято 3,2 %. В напівпустелях водяться вовки, лисиці, зайці, дрібні гризуни, сайгаки, дрохви, змії, степові черепахи, ящірки, в очеретах зустрічаються кабани, фазани, ондатри, на водоймах — качки, гуси та лебеді, в горах — бурі ведмеді, борсуки, гірські козли, архари, марали, кам'яна куріпка, в озерах та Ілі водяться короп, маринка, окунь, лящ та інші риби.

## Населення
У 1975 році чисельність населення становила 664 тис. осіб, з них 269 тис. (41 %) — міське населення. Проживали переважно казахи, росіяни, українці, також уйгури, татари, німці, поляки та інші. Середня густота населення — 5,6 чол./км². Найщільніше були заселені передгір'я та гірські долини, малозаселеними були напівпустельні регіони та високогір'я.
Відповідно до перепису населення СРСР 1989 року, кількість населення області становила 720 870 осіб, з них 350 864 чоловіків та 70 006 жінок, міське населення — 324 888 осіб, сільське населення — 395 982 особи.

## Історія
Вперше утворена 16 березня 1944 року, відповідно до указу Президії Верховної Ради СРСР «Об образовании Кокчетавской и Талды-Курганской областей в составе Казахской ССР», в складі Аксуського, Алакульського, Андріївського, Бурлю-Тобинського, Дзержинського, імені 28 гвардійців, Капальського, Каратальського, Октябрського, Панфіловського, Саркандського і Талди-Курганського районів, виділених зі складу Алматинської області Казахської РСР. 6 червня 1959 року, після ліквідації, територію приєднано до неї ж.
Відновлена 23 грудня 1967 року, відповідно до указу Президії Верховної ради Казахської РСР. 4 травня 1993 року, постановою Президії Верховної Ради Казахстану, змінено назву області в російській транскрипції на Талдикорганську.
Ліквідована 22 квітня 1997 року, відповідно до указу Президента Республики Казахстан № 3466 «О мерах по оптимизации административно-территориального устройства Республики
Казахстан», територію включено до складу Алматинської області Казахстану.

## Господарство
На 1975 рік основними галузями господарства були зрошуване та неполивне рільництво, м'ясо-молочне та м'ясо-шерстяне тваринництво, харчова, легка та гірнича промисловість. Основними центрами промисловости були Талди-Курган, Текелі, Уштобе, селища Кіровський, Карабулак, Джансугуров, Лепси, рибзаводи на узбережжі та островах Балхаша та Алакольських озер.
Площа сільськогосподарських угідь у 1973 році становила 7,9 млн га, з них 6,7 млн га (85 %) займали пасовища, рілля становила 846 тис. га (11 %), з них 233 тис. га — зрошувана рілля. У агровиробництві частка тваринництва становила 65 %, рослинництва — 35 %. На річках та озерах розвивалося рибальство та рибництво, на базі мінеральних джерел працювали бальнеологічні курорти.
Довжина залізниці становила 837 км, територією області проходила магістраль «Турксиб», від якої були проведені залізничні гілки. Довжина автошляхів у 1974 році становила 4 368 км, з них 3 089 км з твердим покриттям, найважливіша — Алма-Ата—Талди-Курган—Семипалатинськ. На оз. Балхаш та р. Ілі було пароплавне сполучення, обласний центр мав повітряне сполучення зі столицею та багатьма райцентрами області.